# پایان خوش (فیلم ۱۹۶۹)
پایان خوش (انگلیسی: The Happy Ending) فیلمی در ژانر درام به نویسندگی و کارگردانی ریچارد بروکس محصول سال ۱۹۶۹ است.